# Phil Hoover
Phil Hoover ist ein US-amerikanischer Schauspieler. Zu Beginn der 1970er Jahre begann er seine Laufbahn als Filmschauspieler und verkörperte in einer Reihe von Filmproduktionen kleinere aber auch größere Rollen. Zum Ende der 1970er Jahre war er fast ausschließlich als Episodendarsteller in verschiedenen Fernsehserien zu sehen. Ab den 1980er Jahren gingen seine Besetzungen merklich zurück.

## Leben
Hoover studierte an der University of Southern California, wo er in dem American-Football-Team mitspielte. Der als großer und bulliger beschriebene Schauspieler wirkte in der ersten Hälfte der 1970er Jahre überwiegend als gemeiner und einschüchternder Bösewicht in einer Reihe von Actionfilmen mit. Auffallend oft wurde er dabei von Regisseur Lee Frost für Rollen besetzt. Er debütierte 1971 in Nebenrollen in den Spielfilmen Der Mann mit den zwei Köpfen, Chain Gang Women und Chrom und heißes Leder als Filmschauspieler. In Chain Gang Women stellte er den bösartigen Sträfling Gentry dar. In der zweiten Hälfte der 1970er Jahre spielte er in verschiedenen US-amerikanischen Fernsehserien wie Make-up und Pistolen, Der unglaubliche Hulk, Quincy, Simon & Simon und Dallas als Episodendarsteller mit. Zuletzt war er 1987 im Film Bestseller und in einer Episode der Fernsehserie Privatdetektiv Harry McGraw zu sehen.

## Filmografie
- 1971: Der Mann mit den zwei Köpfen (The Incredible 2-Headed Transplant)
- 1971: Chain Gang Women
- 1971: Chrom und heißes Leder (Chrome and Hot Leather)
- 1972: Das Ding mit den 2 Köpfen (The Thing with Two Heads)
- 1972: Love, Swedish Style
- 1972: Garden of the Dead
- 1972: The Black Bunch
- 1972: Hard on the Trail
- 1973: Sweet Jesus, Preacherman
- 1973: Did Baby Shoot Her Sugardaddy?
- 1973: Superchick
- 1974: Sadomona – Insel der teuflischen Frauen (Policewomen)
- 1974: Poor Cecily
- 1974: A Climax of Blue Power
- 1974: Inferno in Paradise
- 1975: The Black Gestapo
- 1975: Vier im rasenden Sarg (Race with the Devil)
- 1976: Cannon (Fernsehserie, Episode 5x21)
- 1976: Dynamite Trio (Dixie Dynamite)
- 1976: Heroin Connection
- 1976: Chesty Anderson U.S. Navy
- 1976: Baker’s Hawk
- 1977: Make-up und Pistolen (Police Woman) (Fernsehserie, Episode 3x12)
- 1977: Barnaby Jones (Fernsehserie, Episode 5x24)
- 1977: Detektiv Rockford – Anruf genügt (The Rockford Files) (Fernsehserie, Episode 4x01)
- 1978: Die Sieben-Millionen-Dollar-Frau (The Bionic Woman) (Fernsehserie, Episode 3x15)
- 1978: Der unglaubliche Hulk (The Incredible Hulk) (Fernsehserie, Episode 1x08)
- 1979: Quincy (Quincy, M. E.) (Fernsehserie, Episode 4x20)
- 1979: Eight Is Enough (Fernsehserie, Episode 3x28)
- 1980: Buck Rogers (Buck Rogers in the 25th Century) (Fernsehserie, Episode 1x12)
- 1981: B.J. und der Bär (B.J. and the Bear) (Fernsehserie, 2 Episoden)
- 1982: Simon & Simon (Fernsehserie, Episode 2x09)
- 1983: Dallas (Fernsehserie, Episode 6x22)
- 1983: Hardcastle & McCormick (Hardcastle and McCormick) (Fernsehserie, Episode 1x09)
- 1983: T. J. Hooker (Fernsehserie, Episode 3x11)
- 1984: Das fliegende Auge (Blue Thunder) (Fernsehserie, Episode 1x10)
- 1984: Hunter (Fernsehserie, Episode 1x07)
- 1985: Trio mit vier Fäusten (Riptide) (Fernsehserie, Episode 2x13)
- 1987: Bestseller (Best Seller)
- 1987: Privatdetektiv Harry McGraw (The Law and Harry McGraw) (Fernsehserie, Episode 1x06)